# Sekhemrê-Neferkhâou Oupouaoutemsaf
Sekhemrê-Neferkhâou Oupouaoutemsaf est un souverain égyptien de la Deuxième Période intermédiaire.

## Attestations
La seule attestation contemporaine assurée du règne de Sekhemrê-Neferkhâou Oupouaoutemsaf est une stèle en calcaire de qualité brute exceptionnelle découverte à Abydos et maintenant au British Museum (EA 969),. La stèle montre le roi devant le dieu Oupouaout, Seigneur d'Abydos et est généralement décrite comme de mauvaise facture. La stèle a été produite par un atelier qui a produit d'autres stèles appartenant aux rois Sekhemrê-Ouahkhâou Râhotep et Sekhemrê-Khoutaouy Paentjeny. L'égyptologue Marcel Marée conclut donc que ces trois rois ont régné assez près dans le temps. Il pense que la stèle de Paentjeny a été réalisée par un autre artiste, tandis que les stèles de Râhotep et d'Oupouaoutemsaf ont été sculptées par le même homme.

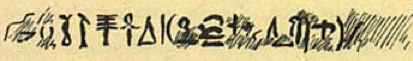
Graffiti de Beni Hassan, appartenant peut-être à Sekhemrê-Neferkhâou Oupouaoutemsaf.

Une autre attestation possible de ce roi est un graffiti découvert dans la tombe no 2 de Beni Hassan appartenant au nomarque Amenemhat de la XIIe dynastie et situé à environ 250 km au nord d'Abydos, en Moyenne-Égypte. Le graffiti a été provisoirement lu par Jürgen von Beckerath comme Sekhemrê-Neferkhâou" mais cela reste incertain car l'original est maintenant perdu,,.

## Position chronologique
Dans son étude de la Deuxième Période intermédiaire, Kim Ryholt développe l'idée proposée à l'origine par Detlef Franke selon laquelle, à la suite de l'effondrement de la XIIIe dynastie avec la conquête de Memphis par les Hyksôs, un royaume indépendant centré sur Abydos est né en Moyenne-Égypte. La dynastie d'Abydos désigne ainsi un groupe de roitelets locaux régnant pendant une courte période en Moyenne-Égypte. Ryholt note que Sekhemrê-Neferkhâou Oupouaoutemsaf n'est attesté qu'en Moyenne-Égypte et que son nom comporte la référence théophorique au dieu d'Abydos Oupouaout. Il conclut donc, tout comme Darrell Baker, que ce roi a très probablement régné depuis Abydos et appartient à une dynastie d'Abydos,. Cette conclusion n'est partagée ni par Jürgen von Beckerath, ni par Claude Vandersleyen, qui situent Sekhemrê-Neferkhâou Oupouaoutemsaf vers la fin de la XIIIe dynastie,,.
L'égyptologue Marcel Marée rejette également l'hypothèse de Ryholt et soutient plutôt que Sekhemrê-Neferkhâou Oupouaoutemsaf est un roi de la fin de la XVIe dynastie. En effet, Marée note que l'atelier qui a produit la stèle de Oupouaoutemsaf est également responsable de la production des stèles de Sekhemrê-Khoutaouy Paentjeny et de Sekhemrê-Ouahkhâou Râhotep, cet dernier étant la plus souvent attribué à la fin de la XVIe ou au début de la XVIIe dynastie. Marée conclut donc que Râhotep, Paentjeny et Oupouaoutemsaf ont régné assez très près dans le temps. Ce raisonnement exclut également l'existence d'une dynastie d'Abydos. Julien Siesse rejoint également ce raisonnement et place ces trois rois à la fin de la XVIe dynastie.